# 이시카와시
이시카와시(일본어: 石川市, いしかわし)는 오키나와현에 존재했던 시이다.
도시는 1945년 9월 26일에 성립되었다. 2005년 4월 1일에 이시카와 시는 구시카와 시 및 나카가미군 가쓰렌 정, 요나시로 정과 합병해 새로운 우루마시를 형성하였다.

## 역사
- 1908년 4월 1일 - 도서정촌제 시행에 의해 미사토촌이 되었다.
- 1945년 7월 26일 - 미 해군 장교 웨인 새틀스 대위로부터 미군 기관지 창간 요청을 받은 이시카와 수용소의 시마키요시는 '우루마신보'를 창간했다. 후일 '류큐신보(琉球新報)'이다.
- 1945년 8월 15일 - 임시행정기관을 설립하기 위해 각 수용소 대표들이 이시카와 수용소에 모여 미군 장교로부터 종전 보고를 받는다.
- 1945년 8월 20일 - 15명이 선출되어 오키나와 자문회가 출범하였다.
- 1946년 4월 - 히가시온나 민가에 오키나와 민정부가 출범하고, 오키나와 자문회의 시키야 다카노부(志喜屋孝信) 위원장이 오키나와 민정부 지사로 임명되었다.
- 1946년 10월 - 이시카와 수용소가 해체되고 오키나와 민정부가 지넨촌으로 이전하면서 인구가 급감하였다. 그러나 수용소 설치로 성립된 다른 12개 도시와 달리 이시카와시만 존속하게 되었다.
- 1959년 6월 30일 - 가데나 기지 소속 전투기가 미야모리 초등학교에 추락해 화재가 발생, 17명이 사망하고 212명이 부상을 입는 대참사가 발생했다(미야모리 초등학교 미군기 추락사고).
- 1972년 5월 15일 오키나와의 본토로 복귀하였다. 일본의 제도 하에서는 시로서의 인구를 크게 밑돌았지만, 이시카와시는 일본 정부에 의해 추인되었다.
- 2005년 4월 1일 - 구시카와시, 나카카미군 가쓰렌정, 요나시로정이 합병해 우루마시가 되어 소멸하였다.

## 교통

### 도로
- 오키나와 자동차도
- 국도 329호선